# لطفي جابر
لطفي جابر هو عسكري لبناني شغل مناصب وزارية مختلفة في حكومة ميشال عون العسكرية. تم تعيينه وزيرا للموارد المائية والكهربائية، وكذلك وزيرا للزراعة والعدل. شكّلت هذه الحكومة في الدقائق الأخيرة لولاية أمين الجميل الرئاسية. لكنه أعلن إستقالته إلى جانب الوزيرين، العميد محمد نبيل قريطم واللواء محمود طي أبو ضرغم فور صدور مراسيمها، وهم الوزراء المسلمون في الحكومة، مصرحًا «نحن مع وحدة لبنان ولسنا مع تقسيمه ونرفض أن نكون من العوامل التقسيمية ولقد فوجئت إذ لم أستشر ولست موافقًا».